# 1080°滑雪
《1080°滑雪》，是任天堂为任天堂64开发，并于1998年2月在日本首发的滑雪竞速游戏。游戏2008年再版于Wii Virtual Console服务。玩家以第三人称视角从五名可玩滑雪者中选择其一，通过按键组合跳跃并表演特技，通过8个关卡。
《1080°》的消息于1997年11月公布，开发周期超过9个月；游戏获得评论称赞，并赢得互动艺术与科学学会的互动成就奖。《1080°》销量超过100万，第二作《1080°雪崩》于2003年11月在任天堂GameCube平台发行。

## 玩法
玩家控制滑雪者，从六种模式中选择其一。《1080°》有两种特技模式（特技对战和竞赛），三种竞速模式（竞速，时间挑战和多人模式），练习模式，另及一个选项模式。游戏目标为尽快到达关卡终点线，或是通过特技组合打出最大分数。
在《1080°》的两种特技模式——特技对战和竞赛——中，玩家通过完成特技获得分数。在竞赛模式中，玩家表演特技并用滑雪板通过旗帜得分。特技对战模式需要玩家在设计的关卡中，做出一系列特技。游戏有25个特技，通过控制杆旋转方向、R键、B键的组合完成；分值又复杂度和所需时间决定。特技分为两类，以特定方式抓版的抓版特技，以及滑雪者绕板特度数的旋转特技。1080°旋转需要9个动作，是游戏中要求最高的特技。
《1080°》有三种竞速模式，此类模式需要通过各自的路线完成赛道来取得胜利，同时跳跃后需要控制滑雪板平衡避免减速。竞速模式中特技依然有分，但不会影响胜败。
在对战竞速模式中，玩家需要完成一系列和人工智能（AI）控制滑雪者的比赛。游戏限时玩家通过关卡，同时滑雪者跌倒或撞翻时血量计就会下降。对战竞速中关卡难度可以设为简易、中等和困难，复杂度和竞赛数也会随之调整。玩家在和AI对手竞赛中战败就必须退出。在游戏结束前，玩家有3次机会击败电脑。
玩家一开始可以选择5名滑雪者：日本两名，加拿大、美国和英国各一名。每名滑雪者能力皆有不同，且适合于不同关卡和模式，他们的技术、速度和体重等数值各不相同。另有3名滑雪者需要通过完成特定游戏关卡和模式解锁。每名角色最初有8个滑雪板，另有一个滑雪板可能要在游戏后面解锁。各滑雪板也有不同的状态值，滑雪板各有优势，如平衡和边缘控制。

## 开发
1997年11月21日，任天堂在自家SpaceWorld贸易展上宣布要发售《1080°》；游戏当时暂定标题“垂直边缘滑雪”。在游戏发行前1998年1月的任天堂玩家顶峰上，新闻人士游玩了《1080°》。
《1080°》由英国人贾尔斯·戈达德和科林·里德编程，任天堂开发并发行，宫本茂担任制作人。
在《1080°》开发中，戈达德和里德使用名为“蒙面算法”的技术，消除构成角色之多边形的接缝。程序结合了标准动画逆向运动学，当角色产生碰撞时，会依据碰撞对象、方向以及碰撞时的速度，外观会受到影响。作为植入性营销，游戏各处出现了汤米·希尔费格套装和拉马尔滑雪板。《1080°》的原声由曾为《马里奥赛车64》等任天堂游戏作曲的永田权太谱写，本作原声使用“铁克诺和说唱节拍”即“拍击摇滚乐的人声”。
《1080°》的开发从1997年四五月开始，到1998年3月结束。游戏1998年2月28日在日本发行，1998年4月1日在北美发行。任天堂为促销而将欧洲版发售日推延到冬季，《1080°》最终于1998年11月30日在欧洲发行。

## 评价
《1080°》普遍获得评论称赞，在Metacritic和GameRankings上的汇总得分为88/100和90%。游戏赢得互动艺术与科学学会的1999年年度游戏机体育类游戏奖，GameSpot称其为“在体育类和竞速类中都是最有价值的游戏之一”。《1080°》被视为当时滑雪作品中的先导者，其“太棒了”，“让发行巨头艺电耗费数年并使用远为强劲的平台”，用SSX系列“作为强大竞争者”。《Edge》称赞其为“迄今最使人信服的电子游戏模拟滑雪体验”，和当时任天堂其他游戏“严肃的气氛”不同。
游戏图形为任天堂64当时的最高质量。评论称赞游戏图形的一般性质，如清晰、细致、流畅、无多边形丢失。评论还特别称赞游戏的镜头应用，提到了游戏“非常坚实”物理模型、赛手速度效果，以及游戏中雪的效果（雪对日光的反射适当，松软的雪和踩过的雪表现不同）。评论指出的图形问题有，偶尔的弹出、错位的影子，以及竞速者通过赛道树时的延迟；这些一般被视为小问题。
虽然《Edge》的评论积极，但认为游戏人工智能（AI）存在问题；他们称《1080°》使用“作弊的”CPU对手。评论称AI单一且会在临近赛道终点时迅速追上玩家；他们还指出AI的“有限的一系列预定路线”，玩家可能知道AI会何时何地摔倒，“虽能带来超越电脑的机会，但难以从中获得满足”。《Edge》还称PAL版延迟“实在可笑”。他们确信，因为任天堂值得关注发行的衰落，“任何质量的作品都很可能轻易登顶榜单”。
Allgame认为《1080°》“高技术”的操作方式是游戏一大优势，虽然它开始很难。《电脑与电子游戏》也称赞了操作方式，但不认同其难度，称“操作提供的如此出色，你单手在摇杆和Z键上就可能玩得非常好”。音乐通常获得称赞，IGN称其为“可以在此格式的所达杰出例子”，Allgame亦称其为“迄今最佳的N64原声”。然而《Gamebits》认为原声简单而不足。《1080°》获得评论“相当完美音效”的称赞。
在《官方任天堂杂志》2006年的怀旧评论中，史蒂夫·加勒特称《1080°》应“以电子游戏中对雪的最佳呈现而自豪”，同时还衬以“嗖嗖”的音效。他同时还称赞了多人模式的处理手法和质量。在总结中加勒特称，他确信“这好似真正的滑雪，特技表演自由、快速而且有趣”。杂志还将游戏列为第87大任天堂平台游戏。职员称其为最真实的滑雪游戏。
《1080°》在日本售出2.3万，在美国售出123万。然而和开发团队第一款游戏《水上摩托64》——日本销量15.4万，美国销量195万——相比，游戏没有如此成功。2001年，《1080°》中滑雪者之一木町剑介，作为出来乱一下人物在《任天堂明星大乱斗DX》中登场。游戏续作《1080°雪崩》于2003年在任天堂GameCube上发行。《雪崩》受到相对的批评，在Metacritic上的得分为73/100，GameSpot称其“帧率有问题且游戏形态有限”。《1080°》于任天堂Wii Virtual Console服务上再版，日版2008年1月15日发行，欧洲版2008年1月18日发行，北美版2008年1月28日发行。